# メディアトライ
株式会社メディアトライは音声告知放送システムの開発・製造・販売・施工・保守を行う専業メーカー。

## 沿革
- 1994年 - 有限会社メディアトライ設立。
- 1995年 - 商号を株式会社メディアトライに変更。
- 1998年
  - 島根営業所開設。
  - 有線型告知放送受信機《DMF1リーズ》販売開始。
  - 告知放送システム国内第一号を納入。
- 1999年 - 導入自治体よりCATV施設建設工事に関する感謝状拝受。
- 2001年 - 有線型告知放送受信機《MDF3シリーズ》販売開始。
- 2002年
  - 導入自治体より地域マルチメディアモデル整備事業の工事に関する感謝状拝受。
  - 双方向機能の告知放送システム《e-告知放送システム》販売開始。
  - 双方向情報システム《アイツーネット》販売開始。
- 2004年
  - 有線型告知放送受信機・外部出力受信機《MDF4シリーズ》販売開始。
  - 無線型告知放送受信機《MTR2シリーズ》販売開始。
- 2005年 - 現在地に本社移転。
- 2008年
  - 東京営業所開設。
  - 導入自治体より放送通信ネットワーク施設設備事業の工事に関する感謝状拝受。
  - 島根工場開設・運転開始。
  - 協力会社の株式会社MTIを設立。
- 2009年 - 無線型告知放送受信機《MFX1シリーズ：防災ラジオ》販売開始。
- 2010年
  - 有線型告知放送受信機《MDF5シリーズ：防災ラジオ》販売開始。
  - 無線型告知放送受信機《MFX2シリーズ：防災ラジオ》販売開始。
  - 外部出力受信機《MEB5シリーズ》販売開始。
  - 島根工場増設・運転開始。
- 2011年
  - 簡易有線型受信機《MDA6シリーズ》販売開始。
  - 島根工場操業において、雲南市より誘致企業として産業振興条例等に基づいた企業立地計画の認定[1]。
- 2012年 - 無線型告知放送受信機《MLC1シリーズ：防災ラジオ》販売開始。
- 2014年 - 無線型告知放送受信機《MFX3シリーズ：防災ラジオ》販売開始。

## 事業所
- 本社 - 広島県広島市西区己斐本町3丁目16-21
- 島根営業所 - 島根県雲南市木次町里方1107-11
- 東京営業所 - 東京都千代田区飯田橋1丁目11-1　八千代ビル201
- 島根工場 - 島根県雲南市木次町里方1107-14

### 協力会社
- 株式会社MTI - 島根県雲南市木次町里方1107-14